# Gaston Browne
Gaston Browne (n. Potters Village, Antigua i Barbuda, 9 de febrer de 1967) és un polític antiguà. Va realitzar els seus estudis superiors a la Universitat de Salamanca, Espanya. En 2014, va començar a liderar el Partit Laborista d'Antiga amb el qual va resultar guanyador de les eleccions generals del país, amb un total de 14 dels 17 escons, el partit dels quals va tornar en poder després de 10 anys.